# カザレット・チェレダーノ
カザレット・チェレダーノ（伊: Casaletto Ceredano）は、イタリア共和国ロンバルディア州クレモナ県にある、人口約1,200人の基礎自治体（コムーネ）。

## 地理

### 位置・広がり

#### 隣接コムーネ
隣接するコムーネは以下の通り。括弧内のLOはローディ県所属を示す。
- アッバディーア・チェッレート (LO)
- カペルニャーニカ
- カヴェナーゴ・ダッダ (LO)
- キエーヴェ
- クレデーラ・ルッビアーノ

### 地勢・地形
- 河川：アッダ川

### 気候分類・地震分類
気候分類では、zona E, 2557 GGに分類される。
また、イタリアの地震リスク階級 (it) では、zona 3 (sismicità bassa) に分類される
。

## 行政

### 分離集落
カザレット・チェレダーノには、以下の分離集落（フラツィオーネ）がある。
- Ca' de Vagni, Gerre, Passarera Corte, Persia